# Keirrison de Souza Carneiro
Keirrison de Souza Carneiro (Dourados, Mato Grosso del Sur, 3 de diciembre de 1988) es un exfutbolista brasileño que jugaba de delantero. Su último equipo fue el Palm Beach Stars de la United Premier Soccer League.

## Trayectoria

### Inicios
Keirrison nació en la localidad brasileña de Dourados. Es hijo de exfutbolista del Operário Futebol Clube Adir Carneiro y su mujer Alzira Rosa de Souza. Su nombre es un tributo de su padre al roquero de The Doors: Jim Morrison.
Su formación futbolística tuvo lugar entre el Centro Esportivo Nova Esperança y en el Coritiba. En este segundo equipo debutó como profesional en la Serie B del Campeonato brasileño de fútbol. Allí fue el máximo goleador de su equipo con 12 goles, y máximo goleador del Campeonato Paranaense de 2008 con 18 goles.
Debutó en la Serie A del Campeonato brasileño de fútbol en una victoria contra el Palmeiras, hizo su primer gol esa temporada ante el Portuguesa y su primer hat-trick en una victoria por 3-1 ante el Santos FC. Acabó la temporada como máximo goleador del campeonato con 21 goles, convirtiéndose en el máximo goleador más joven de la historia de Brasil.
Durante el mercado de verano septentrional de 2009 (15 de enero), se incorporó al Palmeiras vendiendo el 80% de sus derechos a la empresa Traffic y el 20% restante al club. El contrato, por cinco años, contenía una cláusula de rescisión de 50 millones de euros, excepto para el F. C. Barcelona, equipo para el cual la cláusula de rescisión se vería reducida a 15 millones de euros.
Debutó con dos goles contra el Mogi Mirim Esporte Clube en Serie A y marcando otros dos al Club Real Potosí en la Copa Libertadores.

### Europa
El 26 de junio de 2009 anunció en nota de prensa su último partido como jugador del Palmeiras, ya que debido al interés del Barcelona por contratarlo, decidió en conjunto con la directiva entrenar por separado. Finalmente la transferencia se oficializó el 23 de julio, el Barça pagó 14 millones más 2 millones de euros por su traspaso. El contrato fue por cinco años, aunque no jugaría en el Barcelona la temporada 2009-10, haciéndolo en calidad de cedido en un equipo europeo. Nunca jugó con el Barça ni siquiera un partido amistoso.
El 28 de julio de 2009 fue cedido al Benfica de Portugal hasta el fin de la temporada 2009-10. Sin embargo, no contó con la confianza del técnico luso Jorge Jesús, quien le hizo disputar muy pocos encuentros. Debido a los pocos minutos con los que contaba en Portugal, y tras sólo media temporada en el Benfica, el 31 de enero de 2010 el Barcelona cedió a Keirrison a la Fiorentina por dos temporadas, con una cláusula de compra de 14 millones de euros, aunque sólo cumplió una temporada de cesión de las dos acordadas en principio.

### Retorno a Brasil
El 12 de julio de 2010, el Barcelona, propietario de los derechos de Keirrison, acordó la cesión del delantero al Santos de Brasil por el espacio de una temporada. Durante su estancia en el equipo brasileño, se proclamó campeón de la Copa Libertadores 2011 y del Campeonato Paulista, aunque su aporte al equipo fue escasa: 3 goles en 11 partidos, lo que motivó que el Santos rechazara renovar su continuidad.
En agosto de 2011, parte nuevamente en condición de préstamo al Cruzeiro. El delantero no se ha sentido contento con las cesiones, pero el entrenador del Barcelona Pep Guardiola ha admitido que "Sus participaciones en sus clubes cedidos no han sido tan buenas, pero sabemos que tiene potencial y cuando explote lo incorporaremos a la primera plantilla del equipo".Tras terminar su préstamo en
Cruzeiro es nuevamente cedido pero esta vez al Coritiba F. B. C.
En agosto de 2014 tanto su préstamo con Coritiba F. B. C. como su contrato con F. C. Barcelona terminaron pero Coritiba F. B. C. lo vuelve a contratar esta vez como jugador libre.
En 2016, jugaría en el Londrina, de la Serie B brasileña.

### Portugal
En enero de 2017, el delantero firmó contrato hasta 2018 con el Arouca.

### Nuevo regreso a Brasil
Tras su breve paso por Portugal, regresó a Brasil para jugar primero en el Coritiba y posteriormente en el Londrina. Tras un tiempo sin equipo, el 15 de junio de 2019 fichó por el Centro Sportivo Alagoano. Sin embargo, 7 días después fue despedido debido a su estado de forma.

## Clubes
| Club                            | País           | Año         | Partidos | Goles |
| ------------------------------- | -------------- | ----------- | -------- | ----- |
| Coritiba                        | Brasil         | 2006 - 2008 | 31       | 21    |
| Palmeiras                       | Brasil         | 2009        | 19       | 11    |
| FC Barcelona                    | España         | 2009 - 2014 | 0        | 0     |
| SL Benfica (cedido)             | Portugal       | 2009        | 7        | 0     |
| ACF Fiorentina (cedido)         | Italia         | 2010        | 12       | 2     |
| Santos FC (cedido)              | Brasil         | 2010 - 2011 | 17       | 4     |
| Cruzeiro (cedido)               | Brasil         | 2011 - 2012 | 8        | 1     |
| Coritiba (cedido)               | Brasil         | 2012 - 2014 | 28       | 4     |
| Coritiba                        | Brasil         | 2014 - 2015 | 1        | 0     |
| Londrina Esporte Clube          | Brasil         | 2016 - 2017 | 27       | 7     |
| Futebol Clube de Arouca         | Portugal       | 2017        | 2        | 0     |
| Coritiba                        | Brasil         | 2017 - 2018 | 5        | 0     |
| Londrina Esporte Clube (cedido) | Brasil         | 2018        | 3        | 0     |
| Centro Sportivo Alagoano        | Brasil         | 2019        | 0        | 0     |
| Palm Beach Stars                | Estados Unidos | 2020 - 2021 | 0        | 0     |

## Palmarés

### Campeonatos nacionales
| Título                | Club     | País   | Año  |
| --------------------- | -------- | ------ | ---- |
| Serie B               | Coritiba | Brasil | 2007 |
| Campeonato Paranaense | Coritiba | Brasil | 2008 |
| Campeonato Paulista   | Santos   | Brasil | 2011 |

### Copas internacionales
| Título            | Club   | País   | Año  |
| ----------------- | ------ | ------ | ---- |
| Copa Libertadores | Santos | Brasil | 2011 |

### Distinciones individuales
| Distinción                                          | Año  |
| --------------------------------------------------- | ---- |
| Máximo Goleador del Campeonato Brasileño (21 goles) | 2008 |